# Red Iberoamericana de Organismos y Organizaciones contra la Discriminación
 (février 2017).
La Red Iberoamericana de Organismos y Organizaciones contra la Discriminación (Réseau ibéroaméricain d'organismes et organisations contre la discrimination) (RIOOD) est un espace de construction de liens et de coordination inter-institutionnelle créé pour combattre la discrimination dans la région ibéroaméricaine,, à travers l’échange d’information et d’expérience, la production de connaissances et la réalisation d’actions de prévention.
Elle a été créée le 24 septembre 2007 ,, avec plus de quinze organismes gouvernementaux et organisations nationaux et internationaux de la société civile de la région ibéro-américaine lors d’un congrès appelé Encuentro Iberoamericano organisé par le Consejo Nacional Para Prevenir La Discriminación (CONAPRED) à Mexico,.
La RIOOD a été créée pour combattre et prévenir la discrimination.

## Objectifs
Cette organisation a plusieurs buts. Son but principal est d’attirer l’attention des gens pour les inciter à aider et collaborer pour combattre la discrimination dans la région Ibéro-américaine ,,. Il s'agit aussi que les États fassent de la lutte contre la discrimination une priorité et qu'ils mettent en place un programme de prévention contre la discrimination. Par ailleurs, la RIOOD veut promouvoir des processus de réflexion, de rapprochement et de coopération entre ses membres afin d’encourager des actions collectives pour lutter contre la discrimination à travers la région ibéro-américaine. Elle veut aussi améliorer l’échange de bonnes pratiques dans les pays de la région et l’échange, la diffusion des expériences en relation avec la prévention et l’élimination de la discrimination et enfin, encourager la production d’informations et les études relatives à la discrimination,.  

### Sous organisations
La RIOOD est une organisation dans laquelle participent le gouvernement, la société et les organisations régionales Ibéro-américaines. Cette organisation a 47 membres qui représentent 18 pays. Son profil est hétérogène puisqu’elle est composée de 26 organismes gouvernementaux, de 18 organisations non-gouvernamentales et de 3 institutions académiques.
Les 18 pays qui composent la RIOOD sont : l'Argentine, la Bolivie, le Brésil, le Chili, la Colombie, le Costa Rica, l'Équateur, le Salvador, l'Espagne, le Guatemala, le Honduras, le Mexique, le Nicaragua, le Panama, le Paraguay, le Pérou, Porto Rico et le Portugal.

## Actions et résultats
La RIOOD réalise de plus en plus d’actions. Elle a mené sept réunions de travail, quatre de caractère ordinaire et trois de manière extraordinaire jusqu’en 2015. En août 2016, la RIOOD a mené sa quatrième réunion extraordinaire . Le 29, 30 et 31 août 2016, Accem a participé  à la quatrième réunion extraordinaire de la RIOOD. Cette réunion a servi à assurer le suivi des accords du programme de travail 2014-2016 et à choisir les postes pour la présidence et le secrétariat technique. De plus, elle a consisté à présenter et à approuver l’admission des organismes et organisations qui veulent intégrer la RIOOD et à définir le plan de travail de 2016 à 2018. La RIOOD a également mené plusieurs recherches qui ont donné lieu à des publications dans le domaine de la discrimination . L'organisation lance plusieurs campagnes de sensibilisation publique, à savoir : la campagne RIOOD #estonomegusta, la campagne la discriminación no nos define (La discrimination ne nous définit pas), la campagne de sensibilisation soy afro, me reconozco y cuento (Je suis afro-américain, je le reconnais et je le dis), et une campagne de promotion des droits humains de ceux qui travaillent à domicile.  